# برج (عمارة)

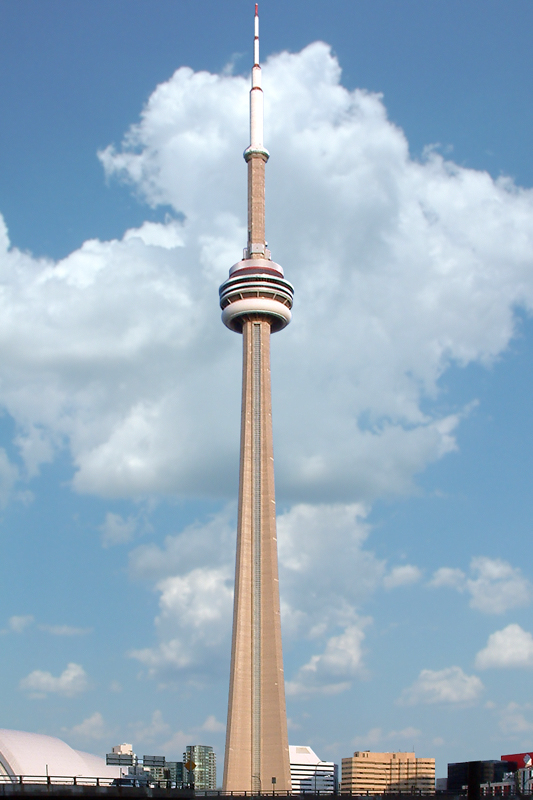
برج سي إن - تورنتو.

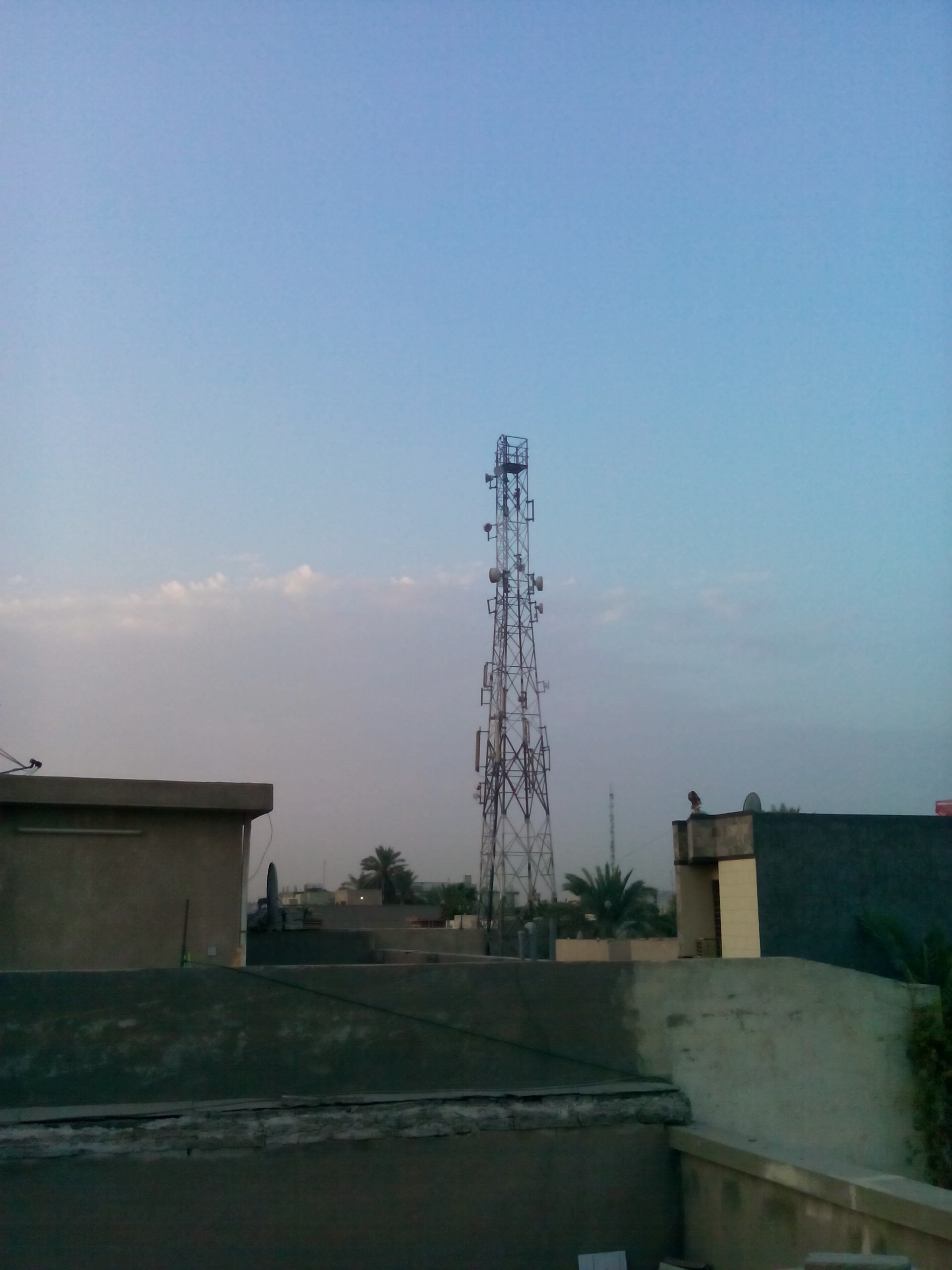
برج اتصالات لشبكة خلوية

البرج هو بناء مرتفع عن مستوى المباني السكنية، ينشأ لأهداف جمالية أو دفاعية أو كبرج للاتصالات الهاتفية وغيرها.

## مواد البناء
كانت الأبراج تبنى في الماضي من الأخشاب وبعد ذلك استعملت مادة الحديد والصلب وتطور الأمر فيما بعد إلى البناء بواسطة الخرسانة الكونكريتية المسلحة.